# Ajoïte
L'ajoïte est un minéral, silicate hydraté de sodium, de potassium, de cuivre et d'aluminium de formule chimique (Na,K)Cu7AlSi9O24(OH)6-3H2O avec Mn, Fe et Ca présents dans la structure comme impuretés. L'ajoïte est utilisée comme minerai de cuivre.
Son nom fait référence à sa localité type, la mine New Cornelia dans le district d'Ajo du comté de Pima, en Arizona. Le matériel type est conservé au Musée national d'histoire naturelle de Washington DC, aux États-Unis.

## Historique
En août 1941, Harry Berman, de l'université Harvard, collecte des minéraux à Ajo, dans le comté de Pima, en Arizona, aux États-Unis et trouve des spécimens de shattuckite bleus foncé, ainsi qu'un minéral vert bleuté qu'il soupçonnait être une nouvelle espèce. Berman et W. T. Schaller avaient prévu de collaborer à l'étude de ce minéral, ainsi que d'autres minéraux de silicate de cuivre connus, mais il décède avant dans un accident d'avion en 1944 (à l'âge de 42 ans). Ce n'est qu'en 1958 que Schaller et Angelina Vlisidis (tous deux de l'US Geological Survey) ont étudié le minéral verdâtre et déterminé qu'il s'agissait bien d'une nouvelle espèce. Ils l'ont baptisé « ajoïte » d'après l'endroit de la découverte.
Vingt-trois ans plus tard, en 1981, George Chao, de l'université Carleton d'Ottawa, au Canada, étudie à nouveau le minéral et détermine que l'ajoïte est triclinique, et non monoclinique comme on le pensait auparavant. Ses études ont également abouti à une redéfinition de la formule chimique.

## Chimie et structure cristalline
La masse moléculaire de l'ajoïte est de 3 926,74 gm et l'élément le plus présent est l'oxygène.
| Potassium | 2,24 %  |
| Sodium    | 1,02 %  |
| Aluminium | 2,06 %  |
| Cuivre    | 32,37 % |
| Silicium  | 20,74 % |
| Hydrogène | 0,82 %  |
| Oxygène   | 40,74 % |

Les recherches de 1981 sur l'ajoïte ont été effectuées sur un échantillon de la mine New Cornelia à Ajo, avec de minuscules cristaux mesurant en moyenne 0,01 × 0,1 × 0,4 mm. Il a été démontré que le minéral appartenait au système triclinique, mais il n'était pas clair si la classe cristalline était 1 ou 1. La classe triclinique 1 présente la symétrie la plus basse possible, sans aucun élément de symétrie, et la classe 1 ne présente qu'un centre de symétrie, mais pas d'axes de symétrie ni de plans de miroir. Le groupe spatial est P1 ou P1.
Les paramètres de la maille unitaire sont : a = 13,637 Å, b = 14,507 Å, c = 13,620 Å, α = 107,16°, β = 105,45° et γ = 110,57°.
L'ajoïte se présente sous forme de gerbes de cristaux prismatiques à lames, généralement fibreux, allongés le long de l'axe cristallin c et aplatis latéralement. La forme dominante est {010}, parallèle au plan contenant les axes a et c. Les formes {110}, coupant à la fois les cristaux prismatiques et les cristaux prismatiques, se présentent sous forme de cristaux prismatiques à lames. Les formes {110}, coupant à la fois les axes a et b, et {100}, parallèle au plan contenant les axes b et c, sont beaucoup moins importantes mais toujours présentes. La terminaison sur c peut être {001} ou {203} ou les deux.
L'ajoïte en inclusion dans le quartz est très recherchée par les collectionneurs de minéraux.

## Propriétés optiques

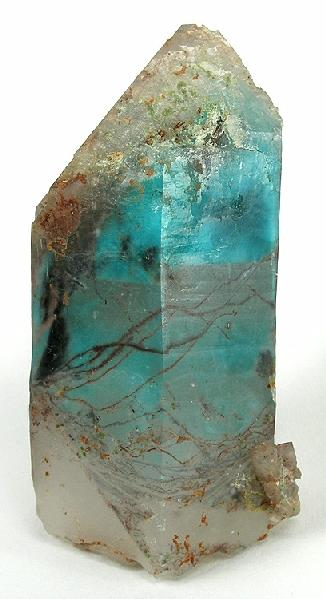
Ajoïte dans du quartz (district de Messina, en Afrique du Sud). Taille :.

L'ajoïte est translucide et de couleur vert bleuté, avec une traînée blanc verdâtre pâle et un éclat vitreux. La classe optique est biaxe (+) avec des indices de réfraction nα = 1,550(1), nβ = 1,583(1), nγ = 1,641(1). Ces valeurs sont quasi similaires à l'indice de réfraction du verre à vitre ordinaire, qui est de 1,5. En lumière blanche, le minéral est nettement pléochroïque, d'un vert bleuâtre très clair dans la direction X et d'un vert bleuâtre brillant dans les directions Y et Z.

## Propriétés physiques
Le clivage est parfait parallèlement au plan contenant les axes a et c. Sa dureté n'a pas été établie avec précision et les sources la situent entre 2 à 4 sur l'échelle de Mohs, entre celle de la calcite et de la fluorine. Elle est un peu plus dense que le quartz, avec une densité de 2,96. L'ajoïte est facilement décomposée par l'acide chlorhydrique (HCl), et par l'acide nitrique (HNO3), mais elle ne réagit pas avec l'hydroxyde d'ammonium (NH4OH). Du fait de la présence résiduelle de potassium, elle est légèrement radioactive, d'un niveau à peine détectable.

## Environnement et gisements
L'ajoïte est un minéral secondaire qui se forme à partir de l'oxydation d'autres minéraux secondaires de cuivre (mode paragénétique 47a) dans des gisements de métaux de base riches en cuivre dans des revêtements de fractures massives, dans des remplissages de veines et dans des vacuoles. Elle peut se former à partir de shattuckite et peut également être remplacée celle-ci.
Dans la localité type, elle est associée à la shattuckite, à la conichalcite, au quartz, à la muscovite et à la pyrite,.
La base de données minéralogique Mindat.org recense 18 gisements dans le monde, en 2024, qui comprennent Wickenburg (comté de Maricopa en Arizona aux États-Unis), et le district de Messina (Musina) en Afrique du Sud à la frontière avec le Zimbabwe. Les spécimens de quartz provenant des mines abandonnées de Messina sont bien connus et spécifiques pour leurs inclusions de minéraux de silicate de cuivre bleu tels que la shattuckite, la papagoïte et l'ajoïte, ce qui n'apparaît pas dans les gisements américains. L'Europe possède aussi 7 gisements, l'Afrique 3 et un au Japon.